# 雨月 (アルバム)
『ウゲツ：アートブレイキーズ・ジャズ・メッセンジャーズ・アット・バードランド』（Ugetsu: Art Blakey's Jazz Messengers at Birdland） は1963年にリバーサイド・レコードからリリースされた、アートブレイキー・アンド・ジャズ・メッセンジャーズによるジャズライブアルバムである。 このアルバムはニューヨークのバードランドで収録された。
オリジナルLPは6曲入りで、プロデューサーのオリン・キープニュースはライナーノーツで「あの夜、アルバムに収めきれなかった演奏がほかにも録音されていた」と述べている。 このアルバムをCDでリリースした際、キープニュースはあの夜の録音を新たに3曲追加した。 このライブの数カ月前にジャズ・メッセンジャーズは日本ツアーを終えていて、 日本へのオマージュとして シダー・ウォルトン作曲の「ウゲツ (Ugetsu)」（ウォルトンは同じ曲をソロアルバムで"Fantasy in D" というタイトルで発表している）とウェイン・ショーター作曲の「オン・ザ・ギンザ (On the Ginza)」の2曲を演奏することを決めていた。
この作品は、2011年にオリジナル・ジャズ・クラシック・シリーズとして再発され、未発表曲 「Conception」が収録されている。 

## 収録曲

### オリジナルLP
A面
1. ワン・バイ・ワン - "One By One" (Wayne Shorter) – 6:18
2. ウゲツ - "Ugetsu" (Cedar Walton) – 11:03
3. タイム・オフ - "Time Off" (Curtis Fuller) – 4:56

B面
1. ピンポン - "Ping-Pong" (Shorter) – 8:09
2. 時さえ忘れて - "I Didn't Know What Time It Was" (Richard Rodgers, Lorenz Hart) – 6:32
3. オン・ザ・ギンザ - "On the Ginza" (Shorter) – 7:04

### CD (2011年再発)
1. ワン・バイ・ワン - "One By One" (Wayne Shorter) – 6:22
2. ウゲツ - "Ugetsu" (Cedar Walton) – 11:03
3. タイム・オフ - "Time Off" (Curtis Fuller) – 4:58
4. ピンポン - "Ping-Pong" (Shorter) – 8:10
5. 時さえ忘れて - "I Didn't Know What Time It Was" (Richard Rodgers, Lorenz Hart) – 6:31
6. オン・ザ・ギンザ - "On the Ginza" (Shorter) – 7:07

ボーナストラック
1. エヴァ - "Eva" (Shorter) – 5:55
2. ザ・ハイ・プライエスト - "The High Priest" (Fuller) – 5:32
3. コンセプション - "Conception" (George Shearing) – 5:15
4. ザ・テーマ - "The Theme" (Miles Davis) – 1:43

## 演奏メンバー
- アート・ブレイキー– ドラム
- フレディ・ハバード – トランペット
- カーティス・フラー – トロンボーン
- ウェイン・ショーター – テナーサックス
- シダー・ウォルトン – ピアノ
- レジー・ワークマン – ベース